# DCM Motorsport
DCM Motorspot é uma equipe de corre na Stock Car Light, Copa Vicar 2009.
Até 2008, a equipe chamava-se Pauta Racing, mudando de nome após reformulações ocorridas entre as temporadas 2008 e 2009.